# Sebastian Anton Scherer
Sebastian Anton Scherer (Ulm, 2 of 3 oktober 1631 - aldaar, 26 augustus 1712) was een Duitse organist en barokcomponist.

## Levensloop
Sebastian was de tweede zoon van Peter Scherer, een pasteibakker uit Ulm, en diens echtgenote Dorothea Segmeier. Het gezin zou uiteindelijk acht kinderen gaan tellen en dat leidde tot financiële zorgen, zeker in de onrustige periode van de Dertigjarige Oorlog.

### Opleiding
Het is onbekend waar Sebastian Scherer zijn opleiding kreeg, maar waarschijnlijk volgde hij onderwijs aan de Latijnse school en kreeg hij muziekles van de cantor Christoph Otto Bodenburg. In 1649 werd hij bij het Gymnasium ingeschreven voor een studie filosofie, maar het is onduidelijk wat hij in de hierna volgende jaren precies heeft gedaan. Kennelijk heeft Scherer een muziekopleiding gevolgd, want in 1653 werd hij aangenomen als musicus van de stad Ulm.
Op 22 november 1653 trouwde hij met Anna Barbara, de dochter van de organist Tobias Eberlin. Het stel zou acht kinderen krijgen waarvan de helft de volwassen leeftijd bereikte.

### Opbouw van het muziekleven in Ulm
Nadat in 1648 de Dertigjarige Oorlog was beëindigd wilde de stad Ulm het muziekleven weer stimuleren. Eind 1653 werd aan Eberling, Scherer en cantor Andreas Schwilge gevraagd om dit verder vorm te geven. Waarschijnlijk was deze hernieuwde aandacht voor het muziekleven grotendeels te danken aan Scherer, die immers goede contacten had met belangrijke Ulmer families die ook in de raad van de stad zaten.

### Conflicten
Scherer kreeg in de jaren 50 steeds meer conflicten met cantor Andreas Schwilge. Een poging van Scherer om de functie van muziekdirecteur te bemachtigen mislukte en zijn rivaal Schwilge kreeg in 1659 deze functie in handen. De positie van Scherer was nu ondergeschikt geworden: Schwilge bepaalde alles en Scherer was slechts als musicus in dienst. Als reserve-organist van de Münsterkerk kreeg hij evenmin weinig kansen, want schoonvader Eberling verzaakte als hoofdorganist zelden zijn plicht.
Wel maakte Scherer inmiddels steeds meer naam als componist.

### Componist
Scherer bracht in 1657 voor het eerst zijn composities uit: Musica sacra. In 1664 verschenen een tweedelig album voor cimbalom en orgel en een Duitstalige treurmars. Zijn laatste uitgave was in 1680 met een bundel sonates.
Het is aannemelijk dat Scherer meer heeft gecomponeerd, vooral in de periode vóór 1657. Hiervan is echter niets uitgegeven. Zo zou hij een aantal suites voor luit hebben gecomponeerd die werden uitgegeven in Augsburg, maar hier is nooit iets van terug gevonden.

### Directeur en organist
De carrièrekansen van Scherer keerden toen Andreas Schwilge steeds meer problemen kreeg met zijn gezondheid en zijn verschillende muziekfuncties nauwelijks meer aankon. Uiteindelijk moest Schwilge in 1668 zijn werk als muziekdirecteur opgeven en nu werd Scherer als zijn opvolger aangenomen. Omdat Schwilge echter nog steeds cantor was moesten de twee mannen met elkaar samenwerken, maar de onderlinge vijandschap stond een goede samenwerking in de weg.
In 1671 kon Scherer zijn overleden schoonvader opvolgen als organist in de Münster. Een jaar later gaf Schwilge zijn cantoraat op en er werd een nieuwe cantor aangenomen, met wie Scherer beter kon samenwerken.

### Tweede huwelijk
Echtgenote Anna Barbara overleed in 1685 en een jaar later hertrouwde Scherer met Anna Barbara Mollin. Het bleek geen goed huwelijk: Anna's broer was ambtman in Weidenstetten en maakte zich schuldig aan verduistering en diefstal, waarbij Anna haar broer behulpzaam was. Dit legde een grote druk op het huwelijk. In 1703 kwam ze te overlijden.

### Op de achtergrond
Door politieke ontwikkelingen, oorlogen en epidemieën in de jaren 80 nam het muziekleven ook weer in belang af. Pas in de jaren 90 ontstond er in Ulm weer enige belangstelling voor muziek. Scherer was inmiddels bejaard en bemoeide zich steeds minder met het muziekleven. Wel hield hij vast aan zijn diverse functies. De stad besloot om Scherer te ontlasten en in 1699 de jonge Conrad Michael Schneider aan te nemen als zijn rechterhand.
Op 26 augustus 1712 overleed Scherer. Schneider volgde hem op als organist.

## Werken
De volgende composities van Scherer zijn bewaard gebleven:
- Musica sacra (1657): als opus I genoteerd album met vocale werken, in de vorm van missen, psalmen en motetten.
- Tablatura in cymbalo et organo intonatorium brevium per octos tonos (1664): uitgegeven als opus II. De uitgave bestaat uit twee delen: een deel voor orgel en een deel voor cimbalom.
- Traur- und Klaggesang über den allzufrühen und unverhofften Todtsfall des Herrn Joh. Ludw. Pöckh, beeder Rechten Doctorandi (1664): treur- en klaagzang voor de op 24-jarige leeftijd gestorven Johann Ludwig Pöckh. Het is de enige keer dat Scherer een Duitstalige tekst op muziek heeft gezet.
- Sonatae a tre (1680): opus III met veertien sonates voor twee violen, viola da gamba en basso continuo.